# Riboswitch

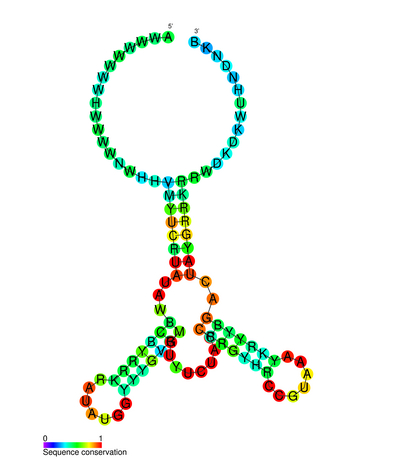
Sekundärstruktur eines Purin-Riboswitches aus Bacillus subtilis

Riboswitches sind RNA-Elemente in den untranslatierten Regionen der mRNA, die niedermolekulare Metabolite binden und daraufhin die Genexpression regulieren.
Sie können die Transkription oder Translation der eigenen mRNA regulieren. Regulatorproteine sind in diesem Fall also nicht nötig. Die meisten Riboswitches werden in Prokaryoten gefunden. Trotzdem treten sie auch in Archebakterien, Pilzen und Pflanzen (Thiaminpyrophosphat Riboswitches in Arabidopsis thaliana) auf. Mehr als zwei Prozent aller Gene im Bakterium Bacillus subtilis werden durch Riboswitches erkannt. Die Verteilung von Riboswitches in anderen Bakterien variiert stark.
Die RNA bildet eine Sekundär- und Tertiärstruktur aus und erkennt damit Metabolite (beispielsweise Guanin, Adenin, L-Lysin). Bei dieser Struktur handelt es sich zumeist um ein Aptamer. Die Erkennung der Liganden erfolgt sehr präzise über die Erkennung von Ladungen, funktionellen Gruppen und den stereochemischen Eigenschaften. Um diese zu erkennen, gibt es spezielle Taschen, die unter anderem durch Stacking und Schleifen gebildet werden. Wenn der Ligand bindet, so kommt es bei fast allen Riboswitches zu einer Konformationsänderung in der RNA. Dadurch kann die ribosomale Bindungsstelle (Shine-Dalgarno-Sequenz) im Inneren des RNA-Moleküls verborgen werden, wodurch es nicht zum Start der Translation kommt. Durch die Konformationsänderung kann es auch zur Bildung einer Haarnadelstruktur kommen, wodurch die Transkription abgebrochen wird. Beim GlmS-Riboswitch erfolgt die Regulation der Transkription durch Spaltung der mRNA nach Bindung des Liganden. Die Länge von Riboswitches variiert zwischen 35 und 200 bp.